# Primorje Ajdovščina
Nogometni Klub Primorje Ajdovščina – słoweński klub piłkarski z siedzibą w Ajdovščinie. Został założony w 1924 roku.

## Europejskie puchary
Legenda do wszystkich tabel:
- Q – runda eliminacyjna, 1/16, 1/8, 1/4, 1/2 – odpowiednia faza rozgrywek, Grupa – runda grupowa, 1r gr – pierwsza runda grupowa, 2r gr – druga runda grupowa, F – finał, R – runda, PO – play-off
- k. – rzuty karne, los. – losowanie, Dogr. – dogrywka, w. – zasada bramek strzelonych na wyjeździe

| Sezon   | Rozgrywki                 | Runda | Klub                | Dom | Wyjazd | Ogólnie    |
| ------- | ------------------------- | ----- | ------------------- | --- | ------ | ---------- |
| 1997/98 | Puchar Zdobywców Pucharów | Q     | Union Luxembourg    | 2–0 | 1–0    | 3–0        |
| 1997/98 | Puchar Zdobywców Pucharów | 1R    | AIK Fotboll         | 1–1 | 1–0    | 2–1, Dogr. |
| 1997/98 | Puchar Zdobywców Pucharów | 1/8   | Roda JC Kerkrade    | 0–2 | 0–4    | 0–6        |
| 2000    | Puchar Intertoto          | 1R    | KVC Westerlo        | 5–0 | 6–0    | 11–0       |
| 2000    | Puchar Intertoto          | 2R    | Zenit Petersburg    | 1–3 | 0–3    | 1–6        |
| 2002/03 | Puchar UEFA               | Q     | Zwartnoc-AAL Erywań | 6–1 | 0–2    | 6–3        |
| 2002/03 | Puchar UEFA               | 1R    | Wisła Kraków        | 0–2 | 1–6    | 1–8        |
| 2004/05 | Puchar UEFA               | 1Q    | Marsaxlokk FC       | 2–0 | 1–0    | 3–0        |
| 2004/05 | Puchar UEFA               | 2Q    | Dinamo Zagrzeb      | 2–0 | 0–4    | 2–4        |